# Les Naufrageurs (film, 1959)
Pour plus de détails, voir Fiche technique et Distribution.
Les Naufrageurs est un film dramatique français réalisé par Charles Brabant, sorti en 1959.

## Synopsis
En 1852, la famine sévit sur une île de Bretagne désolée nommée Blaz-Mor, située au large du Finistère. Certains habitants exaltés tiennent pour responsable la jeune Moïra (Renée Cosima), assimilée à une sorcière. Le vieux Marnez (Charles Vanel), « chef » de l'île, s'efforce de rétablir le calme et s'oppose à Yann Le Cœur (Henri Vidal), le fiancé de sa fille Louise Kermelen (Dany Carrel), qui veut provoquer un naufrage pour sauver l'île de la famine. 
Moïra, qui vient de se faire chasser du village à cause des soupçons planant sur elle, se venge en brisant le fanal chargé d'indiquer aux marins les écueils à éviter, dans le but de provoquer l'échouage d'un bateau. Quand, quelques nuits plus tard, un navire chargé de nourriture s'échoue, les îliens pillent l'embarcation et massacrent les marins. Un seul en réchappe : Gilles. Il est caché par Moïra, et ils deviennent amants.
Mais, le jour du Pardon, les gendarmes, appuyés par le curé, enquêtent sur cet intrigant naufrage et les soupçons se resserrent autour des habitants de Blaz-Mor. Gilles s'enfuit après avoir exigé de partir avec Louise, dont il s'est épris, comme prix de son silence. Le sage Marnez, qui vient de voir partir sa fille Louise, choisit de se sacrifier et s'accuse pour sauver les autres habitants de l'île. Mais Moïra ne l'entend pas ainsi.

## Fiche technique

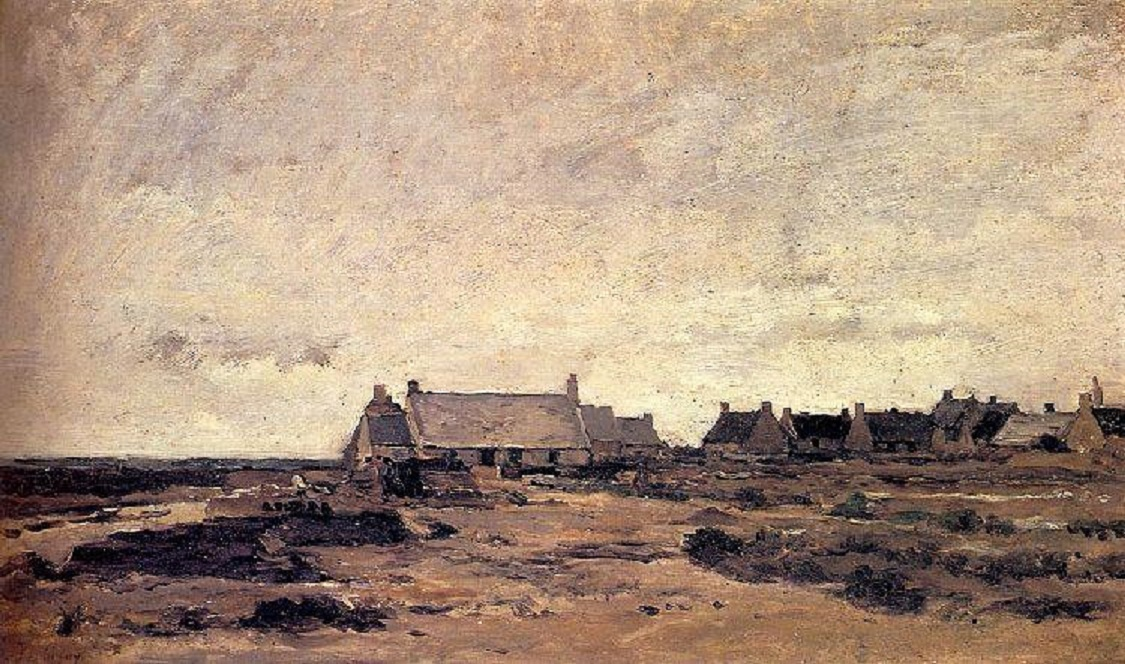
Charles-François Daubigny : Le village de Kérity en Bretagne, un des lieux du tournage, et qui traduit bien l'atmosphère du film se déroulant en 1852, époque de ce tableau

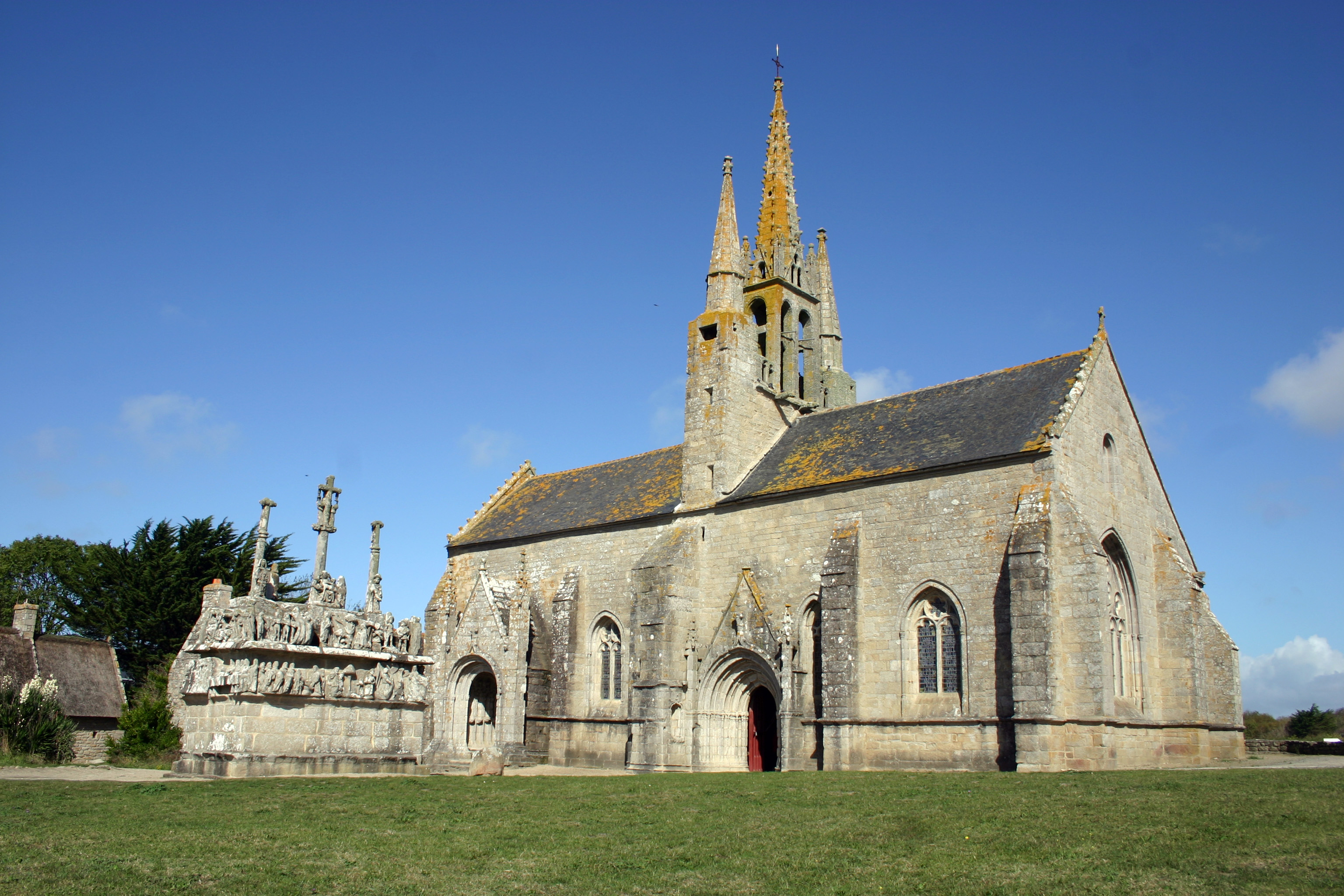
La chapelle Notre-Dame-de-Tronoën avec son calvaire, principal lieu de tournage du film

- Titre original : Les Naufrageurs
- Réalisation : Charles Brabant
- Scénario : Gwenaël Bolloré

Adaptation et dialogues : Roland Laudenbach et Charles Brabant
- Décors : Jean-Pierre Thévenet et Jacques Mély
- Costumes : Francine Galliard
- Photographie : Ghislain Cloquet et Pierre Lhomme
- Son : Séverin Frankiel
- Montage : Huguette Brabant
- Musique : René Cloërec
- Production : Evrard de Rouvre et Gwenaël Bolloré
- Sociétés de production : Société des Films Véga et Finistère Films
- Société de distribution : La Société des films Sirius
- Pays d'origine :  France
- Langue originale : français
- Format : Noir et blanc - 35 mm - 2,35:1, Cinémascope - Mono
- Genre : drame
- Durée : 92 minutes
- Dates de sortie : 
  - France : 18 novembre 1958 (avant-première à Quimper en Bretagne[1]) ; 28 janvier 1959 (sortie nationale)
- Affiche : Guy-Gérard Noël (France)

## Distribution
- Henri Vidal : Yann Le Cœur
- Dany Carrel : Louise Kermelen
- Charles Vanel : Marnez, le vieux chef de l'île
- Renée Cosima : Moïra, la sorcière
- Jacques Fabbri : le gitan
- Alfred Adam : le commissaire
- Madeleine Sologne : la mère Gestin
- Jean d'Yd : le curé
- Lucien Raimbourg : le vieux Gaël
- Guy Decomble : un habitant
- Gérard Darrieu : Jean
- Pâquerette : une vieille dame
- Julien Verdier : Pierrick
- Sylvain Lévignac
- Carl Schell : Gilles, le rescapé du naufrage

## Tournage

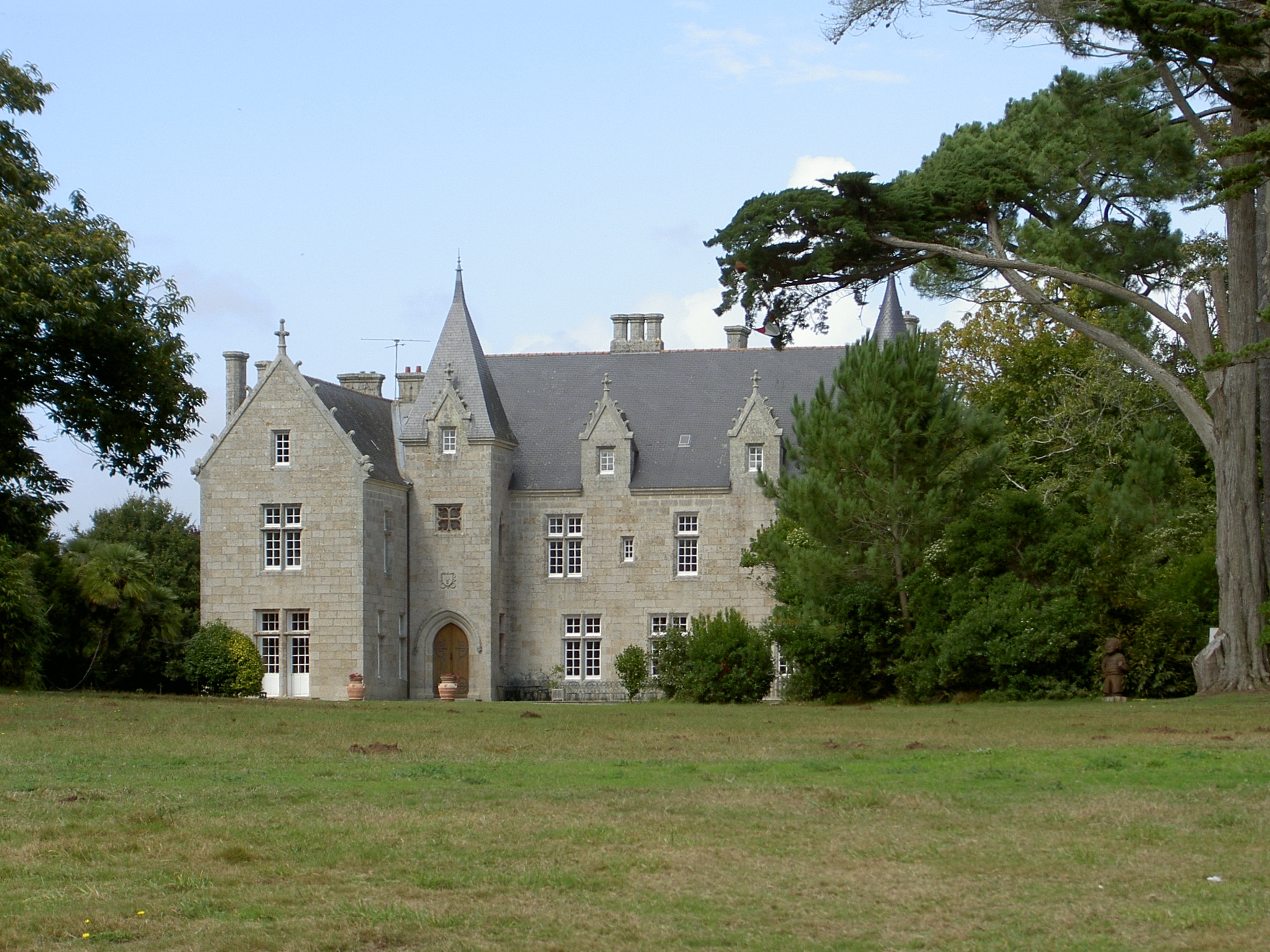
Manoir de Kerlut en Plobannalec, lieu de résidence de l'équipe de tournage pendant la réalisation du film

Le tournage a lieu du 13 mai au 23 juillet 1958, principalement entre Tronoën et Kérity, dans le sud du Finistère, en Bretagne. Un village complet est construit en dur autour du calvaire et de la chapelle de Tronoën, et les scènes d'intérieur sont tournés dans les maisons de pêcheurs de Kérity. Le naufrage est filmé sur le littoral de Bénodet à l'est du pays Bigouden. Des prises ont également lieu à Lesconil et à Plomeur. Gwenn-Aël Bolloré en 2001, quelques mois avant sa disparition déclare : « Le seul grand film auquel j'ai participé c'était les Naufrageurs. C'est moi qui ai fait le scénario et qui m'occupais des bateaux. Il y avait un bateau qui était naufragé et qui devait se casser sur Saint-Guénolé Penmarc'h et puis personne ne voulait mettre le bateau sur les cailloux. Alors on s'est retourné vers moi : « C'est toi qui a écrit le scénario, c'est à toi de le faire ! ». On avait reconstitué une petite ville, pas en staff mais en granite autour de Tronoën. Et puis les Beaux-Arts ont voulu qu'on démolisse après. C'était idiot car c'était fait vraiment comme autrefois. Ils auraient pu le garder. »
- La comédienne Dany Carrel intitule le chapitre de ses mémoires consacré au tournage du film « Fêtes en Bretagne », ce qui donne une idée de l'ambiance dans l'équipe, contrastant avec l'atmosphère qui se dégage du film. Elle indique même que, ayant grossi de sept kilos pendant les deux mois passés à tourner, en contradiction donc avec son rôle de jeune îlienne affamée, quelques dialogues furent intégrés au film en fin de tournage pour expliquer ce changement physique, dialogues qui évoquent un dérèglement hormonal entraînant cette prise de poids, alors que son personnage, comme les autres, est affamé. Elle se rappelle enfin des difficultés rencontrées par le réalisateur pour tourner la scène du pardon breton, avec des figurants locaux. En effet, après une nuit particulièrement éthylique, certains des figurants (uniquement les hommes, précise Carrel) tombaient au cours de la procession, « perdues dans les brumes du chouchen ». Cette scène, prévue pour être tournée en une journée, le fut finalement en une semaine, Charles Brabant pensant même faire venir des figurants « sobres » de Paris, ce que la production refusa[6] !

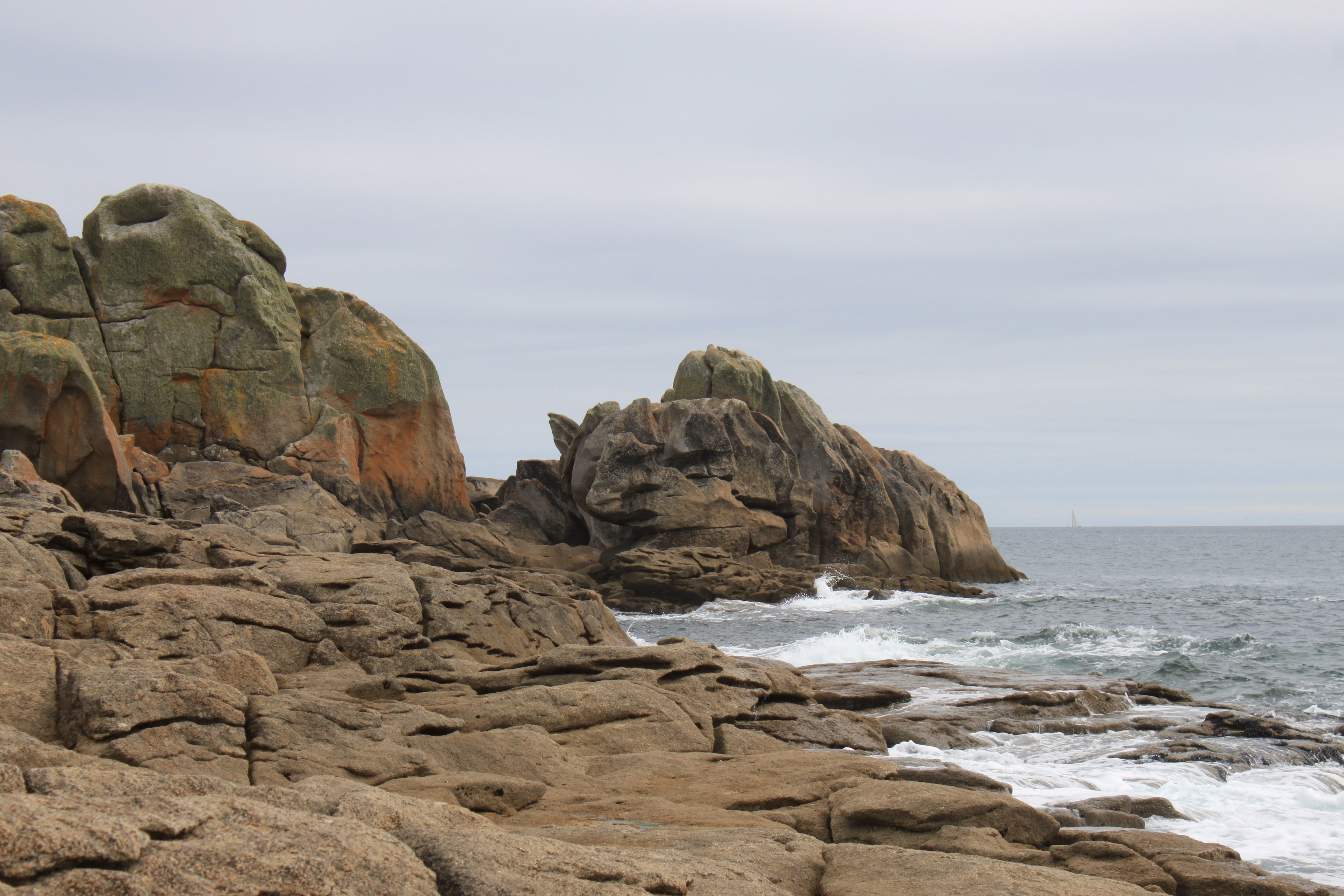
Lesconil : rochers granitiques du littoral, lieu de tournage

- L'île fictive sur laquelle se déroule l'action du film est appelée Blaz-Mor en breton ; Blaz signifiant à la fois « goût » ou « saveur », mais aussi « odeur » - dans un sens péjoratif (mauvaise odeur), et Mor signifiant « mer », la traduction du nom de l'île peut ainsi être double et présenter la même ambiguïté que ses habitants : « le goût de la mer » où « l'odeur (mauvaise) de la mer ». Cette dualité, voire cette opposition, est très présente dans le film : 
  - entre les habitants et Moïra sur les motifs de la famine,
  - entre Yann et le vieux Marnez pour provoquer ou non un naufrage volontaire,
  - entre Moïra et Louise pour l'amour de Gilles,
  - entre Yann et Gilles pour l'amour de Louise,
  - entre les habitants et les gendarmes pour l'enquête,
  - entre le commissaire (pouvoir civil) et le curé (pouvoir religieux),
  - entre Moïra et Marnez pour la dénonciation des responsables des massacres.

L'équipe du film, en dehors de Charles Vanel, s'installe au manoir de Kerlut en Plobannalec, pendant le tournage.

## Accueil

### Critiques
Jean Tulard note sur son livre Guide des films que c’est « un film bien fait et qui ne manque pas d'authenticité grâce à de splendides décors naturels », ainsi que Charles Ford souligne sur son livre Charles Vanel, un comédien exemplaire que « La prestation de Charles Vanel dans le rôle du vieux pêcheur Marnez était d'une sobriété parfaite et néanmoins criante de vérité ».

### Box-Office
- France : 554 664 entrées[réf. nécessaire]

## Autour du film
- Le très prolifique Charles Vanel, né à Rennes, n'en était pas à son premier tournage breton, il avait joué dans : 
  - Pêcheur d'Islande de Jacques de Baroncelli, en 1924 (scènes à Paimpol),
  - La Femme du bout du monde de Jean Epstein, en 1937 (scènes à Ouessant),
  - le Bateau à soupe de Maurice Gleize, en 1947, (scènes à Paramé),
  - Pêcheur d'Islande de Pierre Schoendoerffer, en 1959 (scènes à Concarneau et Beg-Meil).
- Charles Vanel retrouve ici Charles Brabant, avec qui il vient de tourner Le Piège en 1958.
- Dany Carrel tourne avec Charles Brabant pour la deuxième fois après Les Possédées en 1956, et elle le retrouve à nouveau en 1962, pour le peu connu Carillons sans joie[9]. Elle retrouve de la même façon Charles Vanel en 1968 dans La Prisonnière d'Henri Georges Clouzot.
- Henri Vidal retrouve Dany Carrel, avec qui il a déjà tourné Porte des Lilas de René Clair, en 1957. Acteur très prolifique à l'époque, il se voit encore être à l'affiche de pas moins de cinq films en dehors des Naufrageurs en cette année 1959, année à la fin de laquelle il décède d'une crise cardiaque, le 10 décembre.
- Renée Cosima, qui joue ici le rôle de la sorcière Moïra, est l'épouse de l'ancien résistant, homme d'affaires, producteur et scénariste de ce film, Gwen-Aël Bolloré, dont c'est d'ailleurs le seul long métrage scénarisé. Il fait ensuite de son scénario un roman - le premier - publié le 1er novembre 1958 aux éditions de la Table ronde, qu'il intitule Moïra la naufrageuse[10].
- Le comédien Lucien Raimbourg est le cousin germain de Bourvil.
- C'est le dernier film dans lequel apparaît le comédien Jean d'Yd.
- L'acteur Carl Schell (de) est le frère des comédiens Maria et Maximilian Schell[6].
- La première du film a lieu à Quimper le 18 novembre 1958, en présence de Gwenn-Aël, Michel et René Bolloré, de Georges Cravenne, du jeune romancier Roger Nimier, du journaliste Roland Laudenbach dialoguiste du film, de Louison Bobet, d'Hervé Mille, directeur de Paris-Match à l'époque, de Jacques Thubé oncle des Bolloré, ainsi que des principaux acteurs du film[11].